# Proteïnes de Fase Aguda
Les proteïnes de fase aguda (PFAs) són un conjunt de proteïnes plasmàtiques que experimenten modificacions significatives en la seva concentració durant processos inflamatoris o situacions d'estrès fisiològic greu. Aquest fenomen forma part de la denominada resposta de fase aguda, una reacció sistèmica i coordinada de l’organisme davant agressions com ara infeccions, traumatismes, neoplàsies, intervencions quirúrgiques, cremades o altres formes de dany tissular. Aquesta resposta constitueix un mecanisme adaptatiu que té com a objectiu restaurar la homeòstasi i limitar la propagació del dany.
Les PFAs es sintetitzen majoritàriament al fetge, tot i que algunes poden ser produïdes per altres teixits com els macròfags, monòcits o cèl·lules endotelials. La seva expressió està fortament regulada per citocines proinflamatòries com la interleucina-6 (IL-6), la interleucina-1 (IL-1)i el factor de necrosi tumoral alfa (TNF-α). Aquestes molècules actuen com a missatgers intracel·lulars que indueixen una cascada de senyals que activa la síntesi hepàtica de diverses PFAs.

## Funció biològica
La funció principal de les PFAs és actuar com a part del sistema immunitari innat,facilitant la identificació i eliminació de patògens, limitant el dany tissular i promovent la reparació dels teixits. Moltes d’aquestes proteïnes tenen efectes antiinflamatoris, antimicrobians, procoagulants o antioxidants.
Aquestes funcions inclouen:
- Opsonització de microorganismes per facilitar-ne la fagocitosi.
- Modulació del sistema del complement.
- Regulació del metabolisme del ferro per limitar-ne la disponibilitat als patògens.[6]
- Regulació de proteases per evitar la destrucció excessiva de teixit sa.
- Participació en la coagulació i en la formació de barreres físiques contra la disseminació de la infecció.

La disminució de les PFAs negatives es considera una estratègia per redirigir recursos biosintètics cap a la producció de proteïnes crítiques per a la supervivència immediata, alhora que redueix substàncies que podrien afavorir la proliferació microbiana.

## Classificació de les PFAs

### Proteïnes de fase aguda positives
Les proteïnes de fase aguda positives són aquelles que augmenten la seva concentració plasmàtica en resposta a una inflamació. Aquest augment pot ser lleu (50–100%), moderat (100–500%) o molt marcat (fins a més de 1000%). Aquestes proteïnes participen en processos com la limitació de dany, la modulació immunitària i la reparació tissular.
Algunes de les principals PFAs positives inclouen:
| Proteïna                    | Funció principal                                                      |
| --------------------------- | --------------------------------------------------------------------- |
| Proteïna C reactiva (PCR)   | Opsonització de patògens i cèl·lules lesionades; marcador inflamatori |
| α1-antitripsina             | Inhibidor de proteases; protegeix teixits pulmonars                   |
| glicoproteïna àcida α1      | Modulació immunitària; transport de fàrmacs                           |
| Fibrinogen                  | Coagulació sanguínia; adhesió cel·lular; resposta immune              |
| Haptoglobina                | Unió a hemoglobina lliure; prevenció de toxicitat per hemòlisi        |
| Sèrum amiloide A (SAA)      | Resposta ràpida a lesions; precursor de dipòsits amiloides            |
| Ceruloplasmina              | Transport de coure; activitat antioxidant                             |
| Complement C3               | Activació del sistema del complement; opsonització                    |
| Lectina de fixació a manosa | Activació de la via lectínica del complement                          |
| Ferritina                   | Emmagatzematge de ferro; restricció del ferro disponible              |
| Hepcidina                   | Regulació de l’absorció i mobilització del ferro                      |
| α2-macroglobulina           | Inhibició de proteases; modulació de la inflamació                    |

### Proteïnes de fase aguda negatives
Les proteïnes de fase aguda negatives són aquelles que disminueixen la seva concentració durant una resposta inflamatòria. Aquest descens es produeix per la redirecció de la síntesi hepàtica cap a APPs positives i per la regulació de les citocines.
Algunes de les principals PFAs negatives inclouen:
| Proteïna                       | Funció principal |
| ------------------------------ | --- |
| Albúmina                       | Pressió oncòtica; transport de molècules diverses |
| Transferrina                   | Transport de ferro; restricció de ferro per a microorganismes                                                                                                  |
| Prealbúmina (transtiretina)    | Transport de tiroxina i retinol; marcador de nutrició |
| α2-HS glicoproteïna (fetuin-A) | Metabolisme ossi. En la regulació immune actua com a opsonina, modula la reactivitat limfocitària i s'uneix a limfòcits transformats pel virus d’Epstein-Barr. |

## Implicacions clíniques
La mesura de les PFAs té una gran utilitat clínica tant en l’àmbit de la medicina humana com veterinària. El seu valor diagnòstic, pronòstic i de monitoratge del tractament fa que siguin utilitzades en múltiples situacions clíniques.
La proteïna C reactiva (PCR) és un dels marcadors més utilitzats per detectar processos inflamatoris o infecciosos. El seu augment és ràpid, pot arribar a multiplicar-se per 1000 en poques hores, i la seva vida mitjana curta (6–8 hores) la fa útil per monitorar l’evolució d’un procés inflamatori i la resposta al tractament. La PCR augmenta especialment en infeccions bacterianes, mentre que pot romandre normal en malalties autoimmunes com el lupus eritematós sistèmic.
El fibrinogen, amb una vida mitjana més llarga, correlaciona millor amb la velocitat de sedimentació globular (VSG), un altre marcador clàssic d’inflamació. Això pot provocar discrepàncies: una PCR normal amb VSG elevada pot indicar una inflamació ja resolta o crònica de baixa intensitat.
La disminució de PFAs negatives, com l’albúmina o la prealbúmina, pot ser un senyal d’inflamació crònica, estat catabòlic o desnutrició. Això és especialment rellevant en pacients hospitalitzats o crítics, on la hipoalbuminèmia s’ha associat amb un pitjor pronòstic.
En l’àmbit quirúrgic, la monitorització de les PFAs permet detectar complicacions com infeccions postoperatòries o fallades orgàniques. S’ha descrit que una falta d’increment de les PFAs positives o un augment persistent de les negatives pot indicar un risc elevat de fallada hepàtica postquirúrgica, especialment en cirurgies hepàtiques majors.
Les PFAs també tenen importància en malalties inflamatòries cròniques com l’artritis reumatoide, on poden servir per avaluar l’activitat de la malaltia i ajustar els tractaments immunosupressors. En pediatria, la PCR és una eina clau per diferenciar infeccions bacterianes d'origen víric.
Finalment, algunes proteïnes com el sèrum amiloide A tenen implicacions patològiques específiques: un augment persistent pot derivar en una amiloïdosi reactiva, una condició greu en la qual es dipositen fibres amiloides en òrgans com els ronyons o el fetge.